# Феока

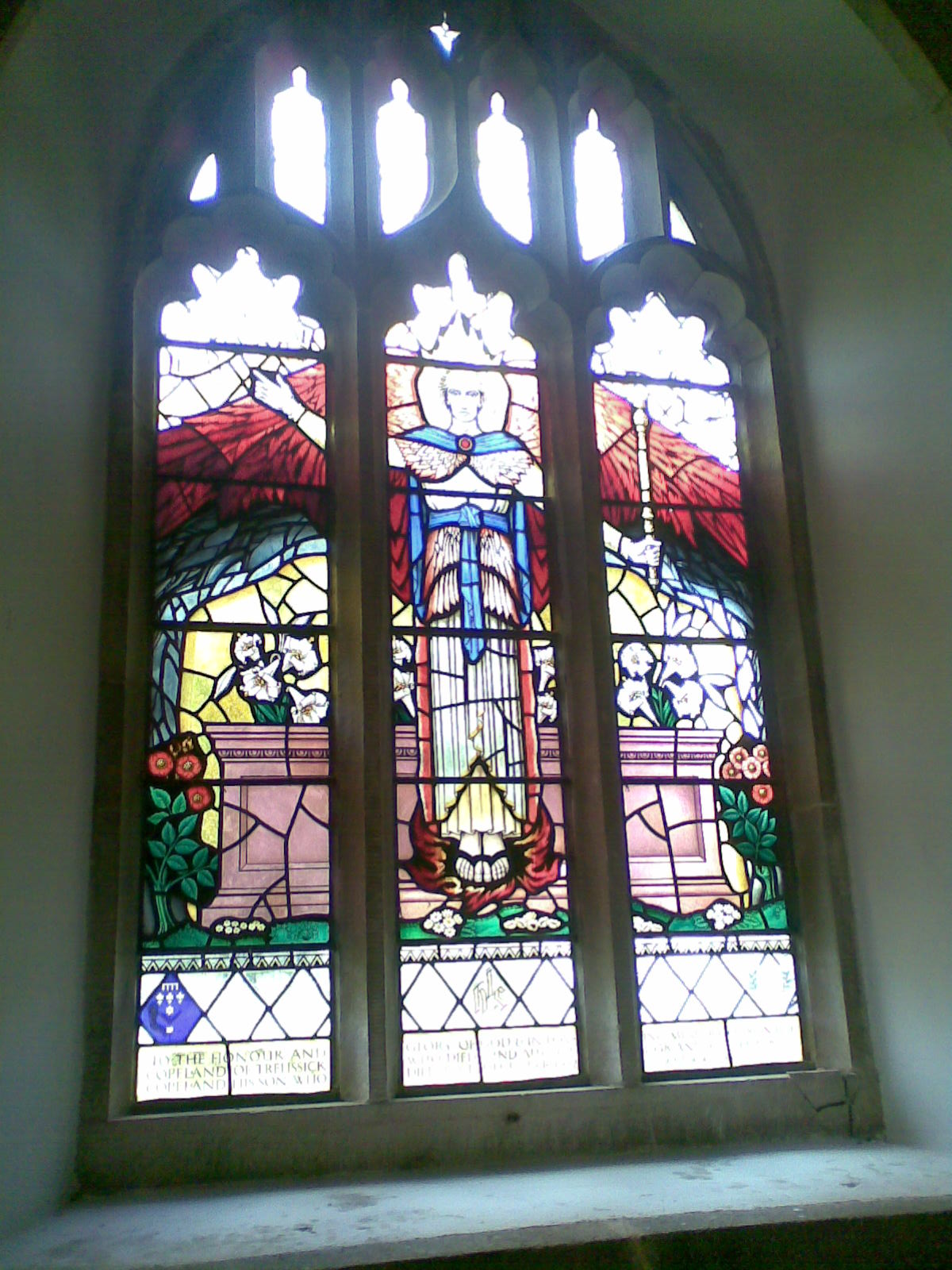
Витраж, изображающий Христа Воскресшего в храме святой Феоки, Корнуолл

Феока —  святая дева Корневильская. День памяти — 2 февраля.
Святая Феока (Feock), дева Корневильская, предположительно, происходила из Ирландии. Сведений о ней нет. В Корнуолле известны приход и село  Феок (Feock, Cornwall), где находится храм, освящённый в её честь. Иногда считают, что речь идёт о святом. Иногда считают, что её имя представляет собой вариацию имени святого Фиаки (Fiace, Fiech, память 12 октября) или святого Вуги из Бретани (Vougas, память 15 июня).